# 假多叶黄堇
假多叶黄堇（学名：Corydalis pseudofluminicola）为罂粟科紫堇属下的一个种。

## 扩展阅读
- 維基物種上的相關：假多叶黄堇